# Jennifer Hayashida
Jennifer Hayashida, född 24 december 1973 i Oakland, är en amerikansk-svensk poet, konstnär och översättare av svenskspråkig litteratur.
Hayashida är doktorand i konstnärlig gestaltning vid Göteborgs universitet. Hon har översatt titlar av bland andra Ida Börjel, Athena Farrokhzad, Fredrik Nyberg, Katarina Taikon och Eva Sjödin till engelska.